# JUNS
JUNS株式会社（JUNS CORPORATION）は東京都中野区に置き、映像編集、インターネット動画配信、音楽制作、フォトレタッチなどの高い性能を要求される用途に特化したクリエイター向けパソコンの製造・販売を行っている日本の企業。
『ツァイト』創業者である山中潤が設立した。

## 概要
2010年にUSTREAMで行われた田原総一朗司会の『朝まで生ダダ漏れ』に配信用パソコンを提供したことや、孫正義×佐々木俊尚『光の道』対談、『元カシオペアの向谷実らが三日間にわたりレコーディングの全過程をUSTREAMで公開したプロジェクト』の撮影・マルチチャンネル配信を行ったことで注目を集めた。
その後中野にネット動画配信専用スタジオ『JUNS-StreamCowBoysStudio』をオープンし、初期の日本のネット動画配信に大きな役割を果たした。
インターネット動画配信のためのパソコン、スイッチャーやコンバーター、ミキサー、照明などの周辺機器を組み合わせた配信システムの開発やスタジオ設計、中継業務にも力を入れている。
2010年より始めた自社制作番組『宍戸留美×津田大介Oil in Life』は日本のネット音楽番組の先駆けとして今もUSTREAM、YouTubeLive、ニコニコ生放送3つの主要ライブストリーミングサービスで配信が行われている。